# جيف وليامز
جيف وليامز (بالإنجليزية: Jeff Williams)‏ (و. 1972  م) هو لاعب كرة قاعدة، من أستراليا، ولد في كانبرا، شارك في الألعاب الأولمبية الصيفية 2004، والألعاب الأولمبية الصيفية 1996، يلعب كمرسل الكرة ‏.

## روابط خارجية
- جيف وليامز على موقع دوري كرة القاعدة الرئيسي (الإنجليزية)
- جيف وليامز على موقع الدوري الياباني لكرة القاعدة (الإنجليزية)
- جيف وليامز على موقعبيزبول رفرنس.كوم (الدوري الرئيسي) (الإنجليزية)
- جيف وليامز على موقعبيزبول رفرنس.كوم (الدوري الثانوي) (الإنجليزية)
- جيف وليامز على موقع إي إس بي إن.كوم (أم.أل.بي) (الإنجليزية)
- جيف وليامز على موقع مشجعي الرسوم البيانية (الإنجليزية)
- جيف وليامز على موقع اللجنة الأولمبية الدولية (الإنجليزية)
- جيف وليامز على موقع أوليمبيديا (الإنجليزية)